# Coupe des Pays-Bas de football 1996-1997
Navigation
Édition précédente Édition suivante
La Coupe des Pays-Bas de football 1996-1997, nommée la KNVB beker, est la 79e édition de la Coupe des Pays-Bas. La finale se joue le 8 mai 1997 au stade De Kuip à Rotterdam.
Le club vainqueur de la coupe est qualifié pour les seizièmes de finale de la Coupe d'Europe des vainqueurs de coupe de football 1997-1998.

## Finale
Le SV Roda JC Kerkrade gagne la finale contre le SC Heerenveen et remporte son premier titre. La rencontre s'achève sur le score de 4 à 2.